# Rally Mariña Lucense de 2023
El Rally Mariña Lucense de 2023, oficialmente 5.º Rally Mariña Lucense, fue la quinta edición y la tercera ronda de la temporada 2023 del campeonato de Galicia de Rally. Se celebró del 14 al 16 de mayo y contó con un itinerario de diez tramos que sumaban un total de 85 km cronometrados.

## Itinerario
| Día   | Tramo | Nombre    | Distancia | Hora  | Ganador       | Tiempo | Líder        |
| ----- | ----- | --------- | --------- | ----- | ------------- | ------ | ------------ |
| Día 1 | TC1   | A1 Cervo  | 10 km     | 22:35 | Víctor Senra  | 5:03.3 | Víctor Senra |
| Día 1 | TC2   | B1 Xove   | 10,47 km  | 22:58 | Víctor Senra  | 6:49.0 | Víctor Senra |
| Día 2 | TC3   | C1 Vicedo | 11,10 km  | 10:56 | Víctor Senra  | 6:18.7 | Víctor Senra |
| Día 2 | TC4   | A2 Cervo  | 10 km     | 11.59 | Víctor Senra  | 4:58.5 | Víctor Senra |
| Día 2 | TC5   | B2 Xove   | 10,47 km  | 12:37 | Víctor Senra  | 6:55.4 | Víctor Senra |
| Día 2 | TC6   | C2 Vicedo | 11,10 km  | 15:45 | Alberto Meira | 6:06.0 | Víctor Senra |
| Día 2 | TC7   | D1 Muras  | 9,9 km    | 17:08 | Víctor Senra  | 5:29.6 | Víctor Senra |
| Día 2 | TC8   | E1 Ourol  | 11,68 km  | 17:43 | Víctor Senra  | 7:17.9 | Víctor Senra |
| Día 2 | TC9   | D2 Muras  | 9,9 km    | 20:39 | Víctor Senra  | 5:50.6 | Víctor Senra |
| Día 2 | TC10  | E2 Ourol  | 11,68 km  | 21:17 | Alberto Meira | 7:35.2 | Víctor Senra |

## Clasificación final
| Pos. | Piloto                   | Copiloto         | Automóvil              | Tiempo    | Diferencia |
| ---- | ------------------------ | ---------------- | ---------------------- | --------- | ---------- |
| 1.   | Víctor Senra             | David Vázquez    | Citroën C3 WRC         | 1:02:27.5 | 0.0        |
| 2.   | Alberto Meira            | Avelino Martínez | Škoda Fabia Rally2     | 1:03:33.4 | +1:05.8    |
| 3.   | Luis Vilariño            | Enrique Velasco  | Hyundai i20 R5         | 1:04:57.9 | +2:30.3    |
| 4.   | José Manuel Lamela       | José Ángel Fente | Škoda Fabia N5         | 1:06:00.2 | +3:32.6    |
| 5.   | Javier Ramos             | Alejandro Moure  | Peugeot 208 T16        | 1:06:55.3 | +4:27.7    |
| 6.   | Alberto Nimo             | Brais Mirón      | Volkswagen Polo GTI R5 | 1:07:25.9 | +4:58.3    |
| 7.   | Celestino Iglesias Cores | Jorge Iglesias   | Ford Fiesta N5         | 1:07:49.3 | +5:21.8    |
| 8.   | Marcos Rodríguez         | Unai Conde       | Citroën C2             | 1:08:23.3 | +5:55.7    |
| 9.   | Álvaro Pérez Abeijón     | Mónica Álvarez   | Peugeot 106 S16        | 1:09:03.3 | +6:35.7    |
| 10.  | Rubén López              | Rubén Tourón     | Peugeot 208 R2         | 1:11:02.7 | +8:35.1    |